# 羽生市
羽生市（日语：／ Hanyū shi */?）是日本埼玉縣東北部的城市，人口約5萬5千人。當地以衣料街而聞名，往加須市的通勤率為10.1%（平成22年國勢調査）。

## 地理
羽生市位於埼玉縣東北部，北有利根川流經。境內大致平坦。由於地處加須低地北部的沖積台地，海拔約17公尺左右。當地]除了接壤群馬縣，也鄰近茨城縣與栃木縣。南北走向的東武伊勢崎線通過市內，通往秩父市的秩父鐵道也以羽生站為起點。東北自動車道也通過境內的東部地區。

### 河川
- 利根川
- 中川
- 會之川（日语：会の川）（あいのかわ）
- 新塊堀川
- 手子堀川（六村手子堀排水路）
- 午之堀川
- 埼玉用水路（日语：埼玉用水路）
- 葛西用水路（日语：葛西用水路）
- 手子堀用水路
- 藤井用水路
- 新鄉用水路
- 今戶用水路
- 彌勒用水路
- 稻子用水路
- 井泉用水路
- 須影三尺用水路
- 御嶽用水路
- 四村用水路
- 北河原用水路
- 中谷落排水路
- 操舟落排水路
- 城沼落排水路
- 宮田落排水路
- 藤井落排水路
- 關根落排水路
- 上村下之落排水路
- 上村上之落排水路
- 寶藏寺落排水路
- 彌勒落排水路
- 大沼落排水路
- 安藤堀排水路
- 金子落排水路
- 早生田堀排水路
- 岩瀨落排水路
- 川俣排水路

### 池沼
- 寶藏寺沼（日语：宝蔵寺沼） - 日本唯一貉藻生長地

### 町域
羽生地區
中央、東、南、西、北、大字羽生、大字上羽生、大沼
南羽生地區
南羽生
新鄉地區
大字下新鄉、大字下新田、大字上新鄉
須影地區
川崎、大字砂山、大字下川崎、大字加羽崎（かばがさき）、大字上川崎、大字秀安（ひでやす）、大字須影、大字下羽生
岩瀨地區
小松台、大字小松、大字上岩瀨、大字桑崎（くわさき）、大字中岩瀨、大字下岩瀨
川俣地區
大字上川俣、大字稻子（いなご）、大字本川俣、大字小須賀（こすか）
井泉地區
大字今泉、大字尾崎（おさき）、大字發戶（ほっと）、大字北袋、大字藤井上組、大字藤井下組
手子林（てこばやし）地區
大字上手子林、大字町屋、大字下手子林、大字北荻島、大字中手子林、大字神戶（ごうど）
三田谷（みたかや）地區
大字三田谷、大字日野手新田（ひのてしんでん）、大字喜右衛門新田（きうえもんしんでん）、大字與兵衛新田（よへえしんでん）、大字彌勒
村君地區
大字上村君、大字常木、大字下村君、大字堤、大字名（みょう）

## 歷史
- 1889年（明治22年）4月1日 - 町村制施行，北埼玉郡羽生町（日语：羽生町）成立。
- 1903年（明治36年）4月23日 - 東武鐵道伊勢崎線羽生站開業。
- 同年9月13日 - 東武鐵道伊勢崎線須影站（現南羽生站）開業。
- 1921年（大正10年）3月30日 - 北武鐵道（現秩父鐵道）羽生站開業。
- 1922年（大正11年）7月28日 - 北武鐵道新鄉站開業。
- 1954年（昭和29年）9月1日 - 北埼玉郡羽生町、新鄉村（日语：新郷村 (埼玉県北埼玉郡)）、須影村（日语：須影村）、岩瀨村（日语：岩瀬村 (埼玉県)）、川俣村（日语：川俣村 (埼玉県)）、井泉村（日语：井泉村）、手子林村（日语：手子林村）合併成立羽生市。
- 1955年（昭和30年）1月1日 - 北埼玉郡三田谷村（日语：三田ヶ谷村）、村君村（日语：村君村）合併成立千代田村（日语：千代田村 (埼玉県)）。
- 1959年（昭和34年）4月1日 - 千代田村併入羽生市。
- 1981年（昭和56年）9月1日 - 秩父鐵道西羽生站開業。
- 1992年（平成4年）3月 - 東北自動車道羽生交流道通車。
- 2006年（平成18年）3月25日 - 國道122號新昭和橋（日语：昭和橋 (利根川)）通車。

## 市名由來
市內神社的懸佛刻有「太田埴生庄」，埴（はに、赤土）生（う、多）後來轉變為音近的羽生。另也說是演變自埴輪（はにわ）。
在文字上，太田道灌在文明10年（1478年）曾寫下「武州羽生の嶺にたてこもり」。而「小田原舊記」則曾記載「武州羽丹生城代中條出羽守」，代表過去曾有埴生、羽生、羽丹生等寫法。

## 人口
| 羽生市人口分布圖 |                                               |  |
| 羽生市與日本全國年齡別人口分布比較圖 （2005年資料） | 羽生市的年齡、男女別人口分布圖 （2005年資料） |  |
| ■紫色是羽生市 ■綠色是全国 | ■藍色是男性 ■紅色是女性                       |  |
| 羽生市人口變化 \| 1970年 \| 45,001人 \| \| \| 1975年 \| 46,505人 \| \| \| 1980年 \| 48,488人 \| \| \| 1985年 \| 51,504人 \| \| \| 1990年 \| 53,764人 \| \| \| 1995年 \| 56,035人 \| \| \| 2000年 \| 57,499人 \| \| \| 2005年 \| 56,693人 \| \| \| 2010年 \| 56,215人 \| \| \| 2015年 \| 54,984人 \| \| \| 2020年 \| 52,862人 \| \| |                                               |  |
| 資料來源：日本總務省統計中心提供之人口普查數據 |                                               |  |
| 1970年 | 45,001人                                      |  |
| 1975年 | 46,505人                                      |  |
| 1980年 | 48,488人                                      |  |
| 1985年 | 51,504人                                      |  |
| 1990年 | 53,764人                                      |  |
| 1995年 | 56,035人                                      |  |
| 2000年 | 57,499人                                      |  |
| 2005年 | 56,693人                                      |  |
| 2010年 | 56,215人                                      |  |
| 2015年 | 54,984人                                      |  |
| 2020年 | 52,862人                                      |  |

## 行政

### 歷代首長
| 代（町）   | 姓名           | 就任年月日     | 卸任年月日     |
| ---------- | -------------- | -------------- | -------------- |
| 1          | 松本保太郎     | 1889年5月8日   | 1891年3月31日  |
| 2          | 三木辰五郎     | 1891年4月11日  | 1911年6月2日   |
| 3          | 大木啓三郎     | [1911年6月12日 | 1930年1月31日  |
| 4          | 飯塚多市郎     | 1930年2月17日  | 1930年5月20日  |
| 5          | 伊藤恒         | 1930年5月26日  | 1934年5月25日  |
| 6          | 峯才三郎       | 1934年6月18日  | 1935年6月1日   |
| 7          | 中田八十右衛門 | 1936年1月10日  | 1936年12月9日  |
| 8          | 金子信義       | 1937年1月18日  | 1945年12月15日 |
| 9          | 中村重左衛門   | 1946年1月26日  | 1947年8月2日   |
| 10         | 小川清助       | 1947年8月3日   | 1954年8月31日  |
| 代（市）   | 姓名           | 就任年月日     | 卸任年月日     |
| 職務執行者 | 小川清助       | 1954年9月1日   | 1954年9月26日  |
| 初代       | 出井兵吉       | 1954年10月10日 | 1958年7月16日  |
| 2 - 3      | 杉田專一       | 1958年8月10日  | 1966年8月9日   |
| 4 - 7      | 須藤忠司       | 1966年8月10日  | 1982年8月9日   |
| 8 - 10     | 三木兼吉       | 1982年8月10日  | 1994年8月9日   |
| 11 - 13    | 今成守雄       | 1994年8月10日  | 2006年5月1日   |
| 14 - 15    | 河田晃明       | 2006年6月12日  | 現職           |

### 消防
- 羽生市消防本部（日语：羽生市消防本部）
  - 羽生市消防署、西分署

### 警察
- 羽生警察署（日语：羽生警察署）（管轄羽生市）

交番
羽生站前交番
駐在所
新鄉駐在所、須影駐在所、井泉駐在所、手子林駐在所、千代田駐在所

### 広域行政
- 羽生領利根川水防事務組合（日语：羽生領利根川水防事務組合） - 與加須市共同執行防洪業務
- 埼玉縣都市競艇組合（日语：埼玉県都市競艇組合） - 與飯能市、加須市、本庄市、東松山市、狭山市、春日部市、鴻巢市、深谷市、上尾市、草加市、越谷市、入間市、鳩谷市、朝霞市、埼玉市共同處理競艇相關事務
- 埼玉利根保健醫療圈醫療連攜推進協議會（とねっと）（日语：埼玉利根保健医療圏医療連携推進協議会）

### 公共設施
- 保健中心
- 汙泥再生處理中心
- Kiyasse（キヤッセ）羽生（三田谷農林公園）
- 體育館
- 各地區公民館（共九所）
- Workhills（ワークヒルズ）羽生
- 中央公園
- Sky sports公園（スカイスポーツ公園）
- 羽生市立圖書館（日语：羽生市立図書館）
- 羽生市立鄉土資料館
- Purple（パープル）羽生
- 產業文化廳

## 經濟

### 主要產業
- 衣料
- 藍染
- 精密機械工業

### 商業
- belc（日语：ベルク (企業)）
- keiyo D2（日语：ケーヨー）
- 永旺夢樂城羽生（日语：イオンモール羽生）
- super KENZO（スーパーケンゾー）
- Yaoko（日语：ヤオコー）

### 主要企業
- 曙制動工業（日语：曙ブレーキ工業）（本社）
- 金子農機 （页面存档备份，存于）（本社）
- 日本精工（埼玉工場）
- 日清York（日语：日清ヨーク）（關東工場、開發研究所）
- 大正製藥（羽生工場）

### 金融機關
- 埼玉里索那銀行羽生支店
- 群馬銀行羽生支店
- 足利銀行羽生支店
- 武藏野銀行羽生支店
- 東和銀行（日语：東和銀行）羽生支店
- 埼玉縣信用金庫（日语：埼玉縣信用金庫）羽生支店
- 中央勞動金庫（日语：中央労働金庫）熊谷支店羽生出張所
- 北埼農業協同組合（日语：ほくさい農業協同組合）
  - 本店、羽生中央支店、羽生北支店、手子林支店、須影支店、羽生東支店、新鄉支店

## 姊妹都市
- 國內
  - 金山町（福島縣大沼郡）
1982年（昭和57年）簽訂友好都市
- 國外
  -  碧瑤市（菲律賓）
1969年（昭和44年）2月11日簽訂姊妹都市
  -  迪爾比伊（比利時盧森堡省）
1994年（平成6年）11月4日簽訂姊妹都市

## 地域

### 教育
小學校
羽生北小學校、新鄉第一小學校、新鄉第二小學校、須影小學校、岩瀨小學校、川俣小學校、井泉小學校、手子林小學校、三田谷小學校、村君小學校、羽生南小學校
中學校
西中學校、南中學校、東中學校
高等學校
埼玉縣立羽生高等學校、埼玉縣立羽生實業高等學校、埼玉縣立羽生第一高等學校、埼玉縣立誠和福祉高等學校
特別支援學校
埼玉縣立特別支援學校羽生（ふじ）高等學園
專修學校
北埼玉郡市醫師會准看護學校
短期大學
埼玉純真短期大學
神學校
中央日本聖書學院

### 郵政
郵遞區號「348-00xx」。
- 羽生郵便局（日语：羽生郵便局） - 負責羽生市全域集配
  - 羽生東町郵便局、羽生新鄉郵便局、羽生手子林郵便局、羽生三田谷郵便局、村君郵便局

## 交通

### 鐵路
東武鐵道
- 伊勢崎線：南羽生站 - 羽生站

秩父鐵道
- 秩父本線：羽生站 - 西羽生站 - 新鄉站

### 巴士
- Ai Ai Bus（あい・あいバス）（羽生市福祉巴士）
  - Mujinomon（ムジナもん）號
    - 手子林、三田谷線
    - 井泉、村君線

  - Igaman（いがまん）號
    - 須影、岩瀨線
    - 川俣、新鄉線
- 平成企業（日语：平成エンタープライズ）（平成觀光巴士）
  - 羽生站西口 - 永旺夢樂城羽生

### 計程車
與熊谷市、深谷市、本庄市、行田市、加須市同屬縣北交通圈。

### 道路
高速道路
東北自動車道：羽生交流道 - 羽生停車區
一般國道
國道122號、國道125號、國道125號行田繞道、國道125號加須羽生繞道
主要地方道
栃木縣道·群馬縣道·埼玉縣道7號佐野行田線、埼玉縣道32號鴻巢羽生線、埼玉県道59号羽生妻沼線、埼玉県道60号羽生外野栗橋線、埼玉県道84号羽生栗橋線
一般縣道
埼玉縣道128號熊谷羽生線、埼玉縣道129號加須羽生線、埼玉縣道196號新鄉停車場線、埼玉縣道·群馬縣道304號今泉館林線、埼玉縣道364號上新鄉埼玉線、埼玉縣道366號三田谷禮羽線、埼玉縣道412號南羽生停車場線、埼玉縣道413號羽生停車場線

### 道之驛
- 道之驛：羽生（日语：道の駅はにゅう）

## 觀光

### 名勝、古蹟、觀光地
- 田舍教師 - 自然主義文學代表作（作者田山花袋)
- 建福寺 - 田舍教師原型小林秀三之墓
- 埼玉水族館（日语：さいたま水族館） - 全國少有的淡水魚水族館
- Kiyasse（キヤッセ）羽生 - 農產館、餐廳、啤酒工房

### 祭典、活動
- 世界吉祥物高峰會in羽生（世界キャラクターさみっとin羽生）（每年11月下旬）
- 葛西堤羽生櫻花祭（每年3月下旬 - 4月上旬）
- 大天白藤祭（日语：大天白藤まつり）（每年5月上旬）
- Sky Festa（スカイフェスタ）（每年5月中旬）
- 羽生天王夏祭（羽生てんのうさま夏まつり）（每年7月上旬）
- Cosmos Festival（コスモスフェスティバル）（每年10月上旬 - 10月下旬）
- 商工祭（每年11月3日）

### 指定文化財
- 寶藏寺沼貉藻自生地（日语：宝蔵寺沼）（國家天然紀念物）
- 勘兵衛松（縣指定天然紀念物）
- 川俣關所跡（縣指定古蹟）
- 川俣締切跡（縣指定古蹟）
- 永明寺古墳（日语：永明寺古墳）（縣選定重要遺跡。市指定史蹟）
- 羽生城跡（市指定史蹟）
- 葛西用水（日语：葛西用水）取入口跡（市指定史蹟）
- 堀越家五輪塔（市指定史蹟）
- 傳堀越館跡（市指定史蹟）

## 備註
1. ↑  .   [2015-11-09]. （原始内容存档于2015-11-21）.
2. ↑  羽生市史上卷

## 外部連結
- 羽生市官方網站 （页面存档备份，存于）